# 博多屋台 こまっちゃん
『博多屋台 こまっちゃん』（はかたやたい こまっちゃん）は、NHK福岡放送局が2009年3月20日から2014年3月26日まで全国向けに制作・放送していたラジオトーク番組。

## 概要
この番組のルーツとなったのは、NHK沖縄放送局が2007年度から放送している『沖縄熱中倶楽部』である。本土復帰35周年を記念し沖縄を全国に発信しようという目的で制作されたが、好評だったことから2008年度も継続され、これに加えて札幌局が北海道洞爺湖サミット開催を記念して『もぎたて!北海道』を、また仙台局が『ぬくだまりの宿 みちのく亭』を、それぞれ全国番組として制作した。これらに続く第3弾として、名古屋局制作の『ゆきねえの名古屋なごやか喫茶』とともに始めることとなった（2011年はこれに松山発「つぶや句575」が加わる）。
内容としては、地元出身の俳優・小松政夫が屋台の大将に扮し、福岡局のアナウンサーが交替で常連客に扮し、毎回のテーマに沿ったゲストを“連れて”来る。トークも仰々しいものではなく、実際の屋台に近い雰囲気に仕立てている。軸となるコンセプトは「九州とアジアの繋がり」。
2014年4月から新番組「ミュージック・イン・ブック」（平成26年度国内放送番組編成参照）を編成するのに伴い、水曜日に放送した地方局制作全国ネット番組を終了するのに伴い2014年3月26日の放送分を以て終了した。

## 放送時間
いずれもラジオ第1。
第1回
2009年3月20日（金曜）　20:30 - 20:55
第2回以降
- 本放送／第4水曜　21:30 - 21:55（2009年度は5週おきに1回放送）
- 再放送／同一週若しくは事後の土曜　12:30 - 12:55
福岡AM第1(JOLK 612kHz)と北九州AM第1(JOSK 540kHz)のみで放送。福岡県内では『民謡をたずねて』はFMで放送。

### 備考
2009年度は、概要で述べた番組が全て上記水曜夜に集約され、原則週替わりでの放送となったが、5週ごとに入れ替わるということのため、毎月第何週に固定というわけではなかった。

## 出演
- 屋台の大将：小松政夫
- 毎回のテーマに沿ったゲスト
- 常連客：福岡局アナウンサー（交替出演）
  - 浅野達朗（大分局）／2010年6月23日（2011年2月23日再放送）
  - 猪原智紀／2012年1月25日
  - 大石真弘／2010年2月10日、4月28日、12月22日
  - 荻山恭平（鹿児島局、当時）／2010年5月26日（同年7月28日再放送）
  - 小原茂（当時）／制作統括（2009年6月から2011年5月まで）
  - 上岡亮／2010年11月24日
  - 佐々木理恵／“猫の声”（2011年3月）[注釈 2]
  - 佐藤洋之／2011年4月27日
  - 塩澤大輔（当時）／2009年4月22日、6月3日、7月8日
  - 柴田拓[注釈 3]／2010年9月22日、10月27日[注釈 4]、2011年3月23日、6月22日
  - 伊達正隆／2010年1月6日、8月25日
2010年度からは制作担当デスクに。
  - 早瀬雄一／2009年12月2日、2011年1月26日、2013年2月3日[2][3][4]
  - 比留間亮司（当時）／2009年3月20日、8月12日、2011年7月27日（予定）[注釈 5]
  - 宮田貴行（当時）／2009年10月12日[注釈 6]
  - 山田重光（当時）／“猫の声”（2010年5月まで）
  - 吉田真人（鹿児島局）／2009年10月21日、2011年5月25日
  - 渡邊佐和子（当時）／2010年3月17日、“猫の声”（2010年6月から2011年2月再放送分まで）

余談だが、定番化後放送となった第2回では、塩澤も収録直前まで担当していた『おはようサタデー九州沖縄』の当時の担当アナウンサー・渡邊と米谷奈津子が屋台の傍らで聞いていたが、渡邊は自らが“空気のような存在”であることを忘れ大笑いしていたという。なお、これは同番組「サタデートーク」コーナーで小松にインタビューした関係での立ち会いとなったものである。

## テーマ音楽

### 博多よかよか音頭
番組2年目となった2010年が福岡局開局80周年だったこともあって制作され、同年5月の放送からは完全にテーマ音楽扱いとなっている。曲を歌う小松自身にとっても『電線音頭』以来三十数年ぶりの音頭だという。

## 曰くつきの屋台
福岡県などで流された予告では、小松が屋台に立っている姿が映されていた。この屋台で収録が行われているが、実はこの屋台、曰くつきである。
福岡局では2004年度から3年間、大型地域ワイド『情報ワイド福岡いちばん星』を、2007年度は『まるごと福岡トクテレ』を、それぞれ放送していたのだが、これらの番組で、福岡に拠点を置いて活動する自称“ふるさと料理人”藤清光が、全国を取材して拾い集めた郷土料理のレシピを紹介するコーナーがあった。そのコーナーでは、藤が実際に屋台で料理を作って、キャスターらに振舞っていたのである。しかし、福岡局は2008年度に夕方の大型情報番組から撤退。この結果、藤も活動の舞台をRKB毎日放送へ移し、屋台は使われなくなっていた。
この屋台を再利用したのである。もちろん、調理設備は撤去されている。